# Peter Rennert
Peter Rennert (geboren 26. Dezember 1958 in Great Neck, New York) ist ein ehemaliger US-amerikanischer Tennisspieler.

## Karriere
Während seiner College-Zeit spielte Peter Rennert für das Team der Stanford University. Hier war er auch ein All-American.
Bei der Makkabiade gewann Rennert 1977 in Tel Aviv mit Joel Ross im Doppel und mit Stacy Margolin im Mixed die Goldmedaille.
Ab 1978 trat Rennert bei hochklassigen Turnieren in seinem Heimatland an. Im Juni 1978 gewann er innerhalb eines Monats gemeinsam mit Kevin Curren drei Doppelkonkurrenzen von Challenger-Turnieren, im August folgten zwei weitere Finalteilnahmen mit Curren an seiner Seite. Sein erster größerer Erfolg im Einzel war das Erreichen des Halbfinales beim Challenger-Turnier in Green Bay im Juni 1979, wo er in zwei Sätzen gegen den späteren Turniersieger Vincent Van Patten verlor. Im September unterlag er in Lincoln bei seinem ersten Finale seinem Landsmann Matt Mitchell; beim selben Turnier steckten er und Steve Denton eine Niederlage im Doppelfinale ein. Im Dezember holte er sich den ersten Einzeltitel beim Challenger von Austin, als er Robert Van’t Hof schlug. Kurz danach erreichte er bei den Australian Open 1979 zum ersten Mal das Viertelfinale eines Grand-Slam-Turniers; er musste sich dem US-Amerikaner Victor Amaya in drei Sätzen geschlagen geben, nachdem er im Achtelfinale Steve Krulevitz geschlagen hatte.
Im Juli 1980 folgte die erste Finalteilnahme bei einem Turnier der ATP Tour. In Newport verloren er und Fritz Buehning gegen Andrew Pattison und Butch Walts in zwei Sätzen. Im Dezember kam Rennert wie im Vorjahr beim Einzel der Australian Open 1980 erneut ins Viertelfinale, wo er von Peter McNamara besiegt wurde. Zu Beginn 1981 war er mit verschiedenen Partnern in zwei Halbfinale gekommen, bevor er an der Seite von John McEnroe in die Finalrunde von Mailand vorstieß, wo sie gegen Brian Gottfried und Raúl Ramírez verloren. Ein Jahr später kam er mit McEnroe in drei Doppelfinals, wovon sie zwei für sich entscheiden konnten. In Tampa erreichte er im Einzel außerdem das Halbfinale, später kam er bei keiner Einzelkonkurrenz mehr so weit. 1983 stand er mit McEnroe das letzte Mal in einem Doppelfinale; das Finale von Sydney verloren sie glatt in zwei Sätzen. Nach 1984 spielte er keine hochklassigen Turniere mehr.
Im Jahr 2009 wurde Rennert in die „ITA Men’s Collegiate Tennis Hall of Fame“ aufgenommen.
Nach seiner aktiven Karriere war er mehr als 30 Jahre als Tennistrainer aktiv, wobei er ein eigenes Trainingsprogramm entwickelte.

## Erfolge

### Einzel

#### Turniersiege
| Nr. | Datum            | Turnier | Belag     | Finalgegner      | Ergebnis      |
| --- | ---------------- | ------- | --------- | ---------------- | ------------- |
| 1.  | 3. Dezember 1979 | Austin  | Hartplatz | Robert Van’t Hof | 6:3, 4:6, 7:5 |

### Doppel

#### Turniersiege

##### ATP Tour
| Nr. | Datum            | Turnier       | Belag         | Partner      | Finalgegner                 | Ergebnis |
| --- | ---------------- | ------------- | ------------- | ------------ | --------------------------- | -------- |
| 1.  | 13. Juni 1982    | Queen’s Club  | Rasen         | John McEnroe | Victor Amaya Hank Pfister   | 7:6, 7:5 |
| 2.  | 17. Oktober 1982 | Sydney Indoor | Hartplatz (i) | John McEnroe | Steve Denton Mark Edmondson | 6:3, 7:6 |

##### Challenger Tour
| Nr. | Datum         | Turnier        | Belag     | Partner      | Finalgegner                | Ergebnis      |
| --- | ------------- | -------------- | --------- | ------------ | -------------------------- | ------------- |
| 1.  | 11. Juli 1978 | Hilton Head    | Sand      | Kevin Curren | Paul Kronk Greg Braun      | 6:3, 4:6, 6:2 |
| 2.  | 24. Juli 1978 | Virginia Beach | Hartplatz | Kevin Curren | Joe Meyers Trey Waltke     | 6:3, 6:2      |
| 3.  | 31. Juli 1978 | Wall           | Hartplatz | Kevin Curren | Jai Di Louie Haroon Ismail | 6:3, 6:2      |

#### Finalteilnahmen
| Nr. | Datum            | Turnier       | Belag         | Partner        | Finalgegner                     | Ergebnis       |
| --- | ---------------- | ------------- | ------------- | -------------- | ------------------------------- | -------------- |
| 1.  | 13. Juli 1980    | Newport       | Rasen         | Fritz Buehning | Andrew Pattison Butch Walts     | 6:7, 4:6       |
| 2.  | 29. März 1981    | Mailand       | Teppich (i)   | John McEnroe   | Brian Gottfried Raúl Ramírez    | 6:7, 3:6       |
| 3.  | 31. Oktober 1982 | Tokio Indoor  | Teppich (i)   | John McEnroe   | Tim Gullikson Tom Gullikson     | 4:6, 6:3, 6:73 |
| 4.  | 16. Oktober 1983 | Sydney Indoor | Hartplatz (i) | John McEnroe   | Mark Edmondson Sherwood Stewart | 2:6, 4:6       |